# 菱羊鯛
菱羊鯛為輻鰭魚綱鱸形目鱸亞目鯛科的其中一種，分布於西大西洋區，從美國新澤西州至阿根廷海域，棲息深度3-30公尺，體長可達33公分，棲息在沙泥底質海域、紅樹林，屬雜食性，以底棲性無脊椎動物、植物殘渣為食，可做為食用魚。